# Huda Ben Amer
Huda Ben Amer (en árabe هدى بن عامر) es una política libia. Seguidora de Muamar el Gadafi, fue secretaria del Congreso General de Control Popular de Inspección y alcaldesa de la ciudad de Bengasi hasta la guerra civil libia de 2011.

## Biografía

### Primeros años y carrera
Ben Amer nació en Al Marj, cerca de Bengasi, y asistió a la Universidad de Garyounis. Perteneciente a una familia pobre y sin influencia, Ben Amer saltó a la fama nacional en una ejecución pública organizada por el gobierno de Gadafi en 1984. El acto en el estadio de baloncesto de Bengasi se había anunciado como el juicio de uno de los enemigos políticos de Gadafi, al-Sadek Hamed Al-Shuwehdy, un ingeniero que había hecho campaña pacífica contra el gobierno del coronel. Pero, en lugar de ello, los escolares y estudiantes que se habían reunido allí fueron obligados a presenciar la ejecución de al-Shuwehdy en la horca. Al ver que el acusado todavía seguía con vida con la soga al cuello, Ben Amer salió de entre la multitud y tomó las piernas de al-Shuwehdy, tirando de él hacia abajo hasta que dejó de forcejear y murió.
Esa muestra de crueldad, de la que además presumía constantemente, le valió el odio de un amplio sector de la población de Bengasi y el apodo de Huda Al-Shannaga, que significa "Huda la ahorcadora". Sin embargo, este acto impresionó a Gadafi, quien presenció la ejecución en directo por televisión. Posteriormente ascendió a Ben Amer a altos cargos del gobierno, entre ellos dos veces alcaldesa de Bengasi y miembro destacado de la Legión Thoria, la organización de comités revolucionarios de Gadafi. Con el tiempo se convirtió en una de las favoritas del dictador y en una de las mujeres más ricas y poderosas de Libia.

### Arresto
En el transcurso del levantamiento nacional de principios de 2011, una multitud asaltó la extensa mansión de Ben Amer en Bengasi y, al no encontrarla allí, quemó la edificación hasta sus cimientos. Más tarde, en marzo de 2011, se la vio junto a Gadafi en uno de sus discursos televisados. El 2 de septiembre del mismo año, Guma el-Gamaty, coordinador en el Reino Unido del Consejo Nacional de Transición, publicó en Twitter que Ben Amer había sido detenida en Trípoli por las fuerzas del CNT.